# Boeing WC-135 Constant Phoenix
 (décembre 2018).
Si vous disposez d'ouvrages ou d'articles de référence ou si vous connaissez des sites web de qualité traitant du thème abordé ici, merci de compléter l'article en donnant les références utiles à sa vérifiabilité et en les liant à la section « Notes et références ».

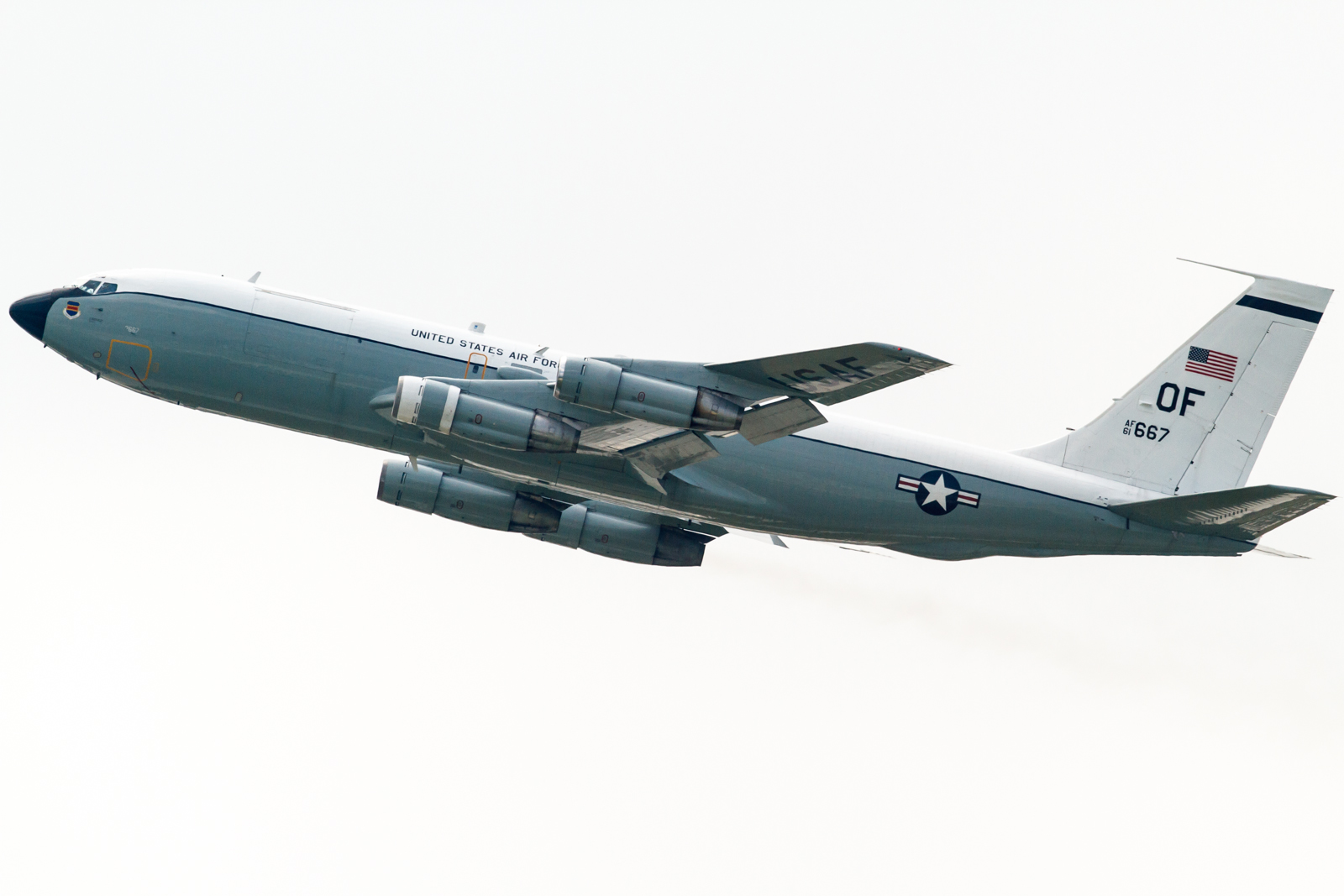
Un Boeing WC-135W Constant Phoenix au décollage.

Le Boeing WC-135 Constant Phoenix est un avion utilisé par l'United States Air Force pour la collecte de particules de l'atmosphère afin de détecter et d'identifier des explosions nucléaires en service depuis décembre 1965. 
Onze appareils sont construits au XXe siècle, dix d'entre eux étant des C-135B convertis, le dernier étant à l'origine un EC-135C. 
En avril 2018, il a été annoncé que trois avions ravitailleurs KC-135R seraient convertis en avions  Constant Phoenix pour remplacer les deux avions WC-135W alors exploités par le 45e Escadron de reconnaissance depuis 1994. Le premier avion devrait être converti par L3 Technologies à Greenville (Texas), à partir de septembre 2019. On estime que la durée du travail est comprise entre 18 et 24 mois.
Un des WC-135W est retiré du service en 2020 n'en laissant qu'un seul en activité en 2021.
Le premier des WC-135R est livré en juillet 2022.
Ces avions sont surnommés respectivement de façon informelle « weather bird » ou « the sniffer » par les employés du programme et les médias internationaux.